# Wamey jezik
Wamey jezik (ISO 639-3: cou; isto i conhague, coniagui, koniagui, konyagi, wamei), jezik atlantske skupine nigersko-kongoanskih [ncon] jezika, kojim govori oko 23 670 ljudi u Senegalu i Gvineji.
Etnički su poznati kao Konyagi, kako su ih prozvali Peuli, dok sami sebe zovu Wamey.
Zajedno s još četiri druga jezika čine istočnosenegalsko-gvinejsku podskupinu tenda [tend].

## Vanjske poveznice
- Ethnologue (14th)
- Ethnologue (15th)
- The Wamey Language